# Sara De Paduwa
 (mai 2016).
Sara De Paduwa, née le 17 mai 1980, est une animatrice belge, élue d'ailleurs "animatrice préférée" des Belges francophones en 2015, 2016 et 2017.

## Biographie
Sara De Paduwa est la fille de Walter de Paduwa, animatrice belge de radio et musicien. Elle est diplômée en communication. 
À l'âge de 2 ans et demi, avec sa sœur Carol, elle est placée en famille d’accueil, et ce pendant huit années. Elle est très engagée dans le projet Viva for life. La comédienne belge Karen de Paduwa est sa cousine.

## Radio
Sara De Paduwa a pris en charge, en 2005, les infos routes sur La Première et sur Classic 21. D'autre part, sur les ondes de la radio régionale Antipode (Brabant wallon), elle a été l'animatrice des matinales du samedi, entre 8 h et 12 h.
Depuis 2008, elle travaille sur VivaCité-Bruxelles, animant la tranche matinale de 6 h à 8 h, d'abord avec Thomas Van Hamme, puis seule depuis 2011.
De 2013 à 2022, elle participe à l'opération de solidarité « Viva for Life » au profit des enfants vivant sous le seuil de pauvreté en Belgique francophone. Avec deux collègues d'antenne, ils tiennent l’antenne à tour de rôle 24 heures sur 24, durant 6 jours et 6 nuits, soit 144 heures de direct,.
À partir de septembre 2014, Sara De Paduwa anime le 5 à 7 du lundi au vendredi de 17h à 19h sur Vivacité en compagnie de Raphaël Scaini. Elle quitte la tranche à la fin de la saison.
À partir du 31 août 2015, elle prend les commandes de l’émission Le 6-8, la matinale de Vivacité du lundi au vendredi.
Dès le 21 août 2017 et pendant une saison, en restant à la tête du 6-8 elle présente également La récré du midi  sur VivaCité, en compagnie d’humoristes.
Pendant le confinement de 2020, elle présente avec François Heureux le 6-9 ensemble, la matinale commune entre VivaCité et La Première, l’objectif étant de minimiser les moyens utilisés conformément aux réglementations sanitaires.

## Télévision
Elle fait ses débuts sur AB3 en tant qu'animatrice de l'émission de cinéma Pop corn. Elle a aussi présenté l'émission Saga Friends sur la même chaîne.
En 2008 elle présente la météo sur la RTBF. Elle est journaliste pour « Affaires à suivre » et « Sans Chichis ». On la voit  en tant que chroniqueuse dans l'émission 50 degrés nord sur Arte Belgique ainsi que dans l'émission quotidienne On n’est pas des pigeons. Elle est aux commandes de la séquence G1 plan toujours sur la RTBF.
De 2012 à décembre 2015, elle est aux côtés de Robert (nom d’artiste de Nicolas Fery) dans l'émission de décoration Une brique dans le ventre,.
Dès le 31 août 2015, pour concurrence RTL-TVI, la tranche matinale de VivaCité qu’elle présente est également retransmis sur La Une.
Du 24 septembre 2018 au 3 janvier 2020, elle présente du lundi au vendredi le nouveau jeu sur La Une qui s'intitule Les Associés. Malgré un succès en termes d'audience, à la suite de restrictions budgétaires, la dernière émission est donc diffusée le 3 janvier 2020. 
Du 26 septembre au 12 décembre 2020, elle présente sur La Une C’est si bon… tous les samedis à 18h30.
Du 11 septembre 2021 au 9 avril 2022, elle reprend la présentation du jeu Les Associés, désormais diffusé les samedis et dimanches et rebaptisé "Les associés du week-end" avec une nouvelle formule consacrée à la musique. La RTBF arrête donc l'émission au bout d'une saison.
À partir du 10 janvier 2023 au 28 février 2023, elle présente sur La Une l'émission-concours de dance The Dancer en compagnie d'Heloise Blanchaert et de l'animateur Ivan,.
En 2023, alors qu’elle passe un pilote pour remplacer Laurence Boccolini à Tout le monde veut prendre sa place, Le Parisien précise qu’elle a signé un contrat d’exclusivité en France avec la boîte de production Effervescence, ce qui signifie que si elle est amenée à présenter une émission en France elle devra être produite par cette société. Par ailleurs, en 2021 elle avait déjà été pressentie pour remplacer Nagui à TLMVPSP.
Du lundi 1er janvier au vendredi 5 janvier 2024, Sara a présenté la première édition de l'émission Incroyable Magie. Cette émission de divertissement conviait, chaque jour de la semaine, un magicien belge différent avec entre autres Carlos Vaquera, Maxime Mandrake et le duo In the Air.

## Notoriété
Sara De Paduwa a été élue animatrice préférée des Belges francophones en 2015, 2016 et 2017.

## Vie privée
Sara De Paduwa est la compagne de Pablo, un ancien rugbyman professionnel. Le couple a deux enfants, Louise, née en 2009 et Rafael, né en 2012.